# 48 Змеи
48 Змеи (лат. 48 Serpentis), q Геркулеса (лат. q Herculis), HD 145647 — двойная звезда в созвездии Геркулеса на расстоянии приблизительно 384 световых лет (около 118 парсек) от Солнца. Видимая звёздная величина звезды — +6,081m. Возраст звезды определён как около 719 млн лет.

## Характеристики
Первый компонент (HD 145647A) — белая звезда спектрального класса A0V, или A0. Масса — около 2,999 солнечных, радиус — около 2,592 солнечных, светимость — около 52,481 солнечных. Эффективная температура — около 9461 K.
Второй компонент — HD 145647B.

## Планетная система
В 2019 году учёными, анализирующими данные проектов HIPPARCOS и Gaia, у звезды обнаружена планета.